# Nõo
Nõo es un pueblo ubicado en el municipio de Nõo, en el condado de Tartu, Estonia. Tiene una población estimada, en 2020, de 1645 habitantes.
Está ubicada en el centro-sur del condado, cerca del río Emajõgi, del lago Võrtsjärv y de la frontera con el condado de Viljandi.